# Груздилович, Анатолий Владимирович
Анатолий Владимирович Груздилович (1 ноября 1931, д. Пашки, Миорский район Витебская область — 3 декабря 2021, Брест) — советский и белорусский государственный деятель, председатель Брестского горисполкома (1969—1979).

## Биография
Родился 1 ноября 1931 года в деревне Пашки Миорского района Витебской области в семье крестьянина.
В 1950 году поступил в Белорусский политехнический институт. После его окончания работал в строительной отрасли, в Молодечненском и Брестском облместпроме, на инженерно-технических и руководящих должностях. С марта 1960 года работал начальником отдела стройматериалов Брестского облместпрома, затем — заместителем начальника, начальником облместпрома.
В марте 1965 года был избран на должность заместителя председателя исполкома Брестского городского Совета депутатов трудящихся.
В мае 1969 года, был избран на должность председателя исполкома Брестского городского Совета депутатов трудящихся, обязанности исполнял до апреля 1979 года.
Десять лет в должности председателя исполкома пришлись на время бурного развития города Бреста, строительства новых предприятий и жилья.
До ухода на пенсию трудился в Брестском областном исполнительном комитете.
Умер в Бресте в возрасте 90 лет, имея 5 внуков и 5 правнуков.

## Семья
- Супруга — Груздилович Галина Кирилловна
- Сын — Груздилович Олег Анатольевич, журналист Радио Свобода
- Сын — Груздилович Сергей Анатольевич
- Двоюродный брат — Груздилович Леонид Михайлович, основатель Группа ФИД (Фонд Изобретательской Деятельности), заслуженный изобретатель Республики Беларусь